# هماي سفلي
هماي سفلي هي قرية في مقاطعة ورزقان، إيران. عدد سكان هذه القرية هو 205 في سنة 2006.